# Ophthalmophyllum
Ophthalmophyllum es un  género de plantas suculentas perteneciente a la familia Aizoaceae endémico de Sudáfrica. Tiene 29 especies.
Es una pequeña planta de hojas carnosas perennes. Produce unas flores de color púrpura-rosado.
Han sido trasladadas recientemente al género Conophytum.

## Taxonomía
El género fue descrito por Dinter & Schwantes, y publicado en Möller's Deutsche Gärtner-Zeitung 42: 64. 1927. La especie tipo es: Ophthalmophyllum friedrichiae (Dinter) Dinter & Schwantes.

## Especies seleccionadas
- Ophthalmophyllum acutum
- Ophthalmophyllum australe
- Ophthalmophyllum caroli
- Ophthalmophyllum dinteri
- Ophthalmophyllum friedrichiae

## Cambios según algunos botánicos
- Ophthalmophyllum australe (= Conophytum australe )
- Ophthalmophyllum dinteri (= Conophytum dinteri )
- Ophthalmophyllum friedrichiae (= Conophytum friedrichiae )
- Ophthalmophyllum haramoepense (= Conophytum haramoepense )
- Ophthalmophyllum herrei (= Conophytum herrei )
- Ophthalmophyllum littlewoodii (= Conophytum littlewoodii )
- Ophthalmophyllum longum (= Conophytum longum)
- Ophthalmophyllum maughani (= Conophytum armeniacum )
- Ophthalmophyllum praesectum (= Conophytum praesectum )
- Ophthalmophyllum pubescens (= Conophytum schlecteri )
- Ophthalmophyllum spathulatum (= Conophytum lydiae )
- Ophthalmophyllum triebneri (= Conophytum friedrichiae )
- Ophthalmophyllum vanheerdii (= Conophytum friedrichiae )
- Ophthalmophyllum verrucosum (= Conophytum verrucosum )